# Astrothauma euphylacteum
Astrothauma euphylacteum är en sjöstjärneart som beskrevs av Fisher 1913. Astrothauma euphylacteum ingår i släktet Astrothauma och familjen ledsjöstjärnor. Inga underarter finns listade i Catalogue of Life.